# Keurbibliotheek Brugge
De Keurbibliotheek of Bibliothèque Choisie was een katholieke privébibliotheek die in Brugge actief was van 1833 tot aan haar opslorping door de Brugse stadsbibliotheek in het begin van de jaren 1970.

## Geschiedenis
In 1833 werd een 'Cabinet de lecture' gesticht. Dit gebeurde met de steun van hulpbisschop en weldra bisschop René Boussen, door priester Edouard-Joseph Delfortrie. Beiden waren afkomstig uit Veurne. Delfortrie (1801-1860), zoon van de in Gent gevestigde advocaat Delfortrie, was onderpastoor op de Sint-Annaparochie. In 1834 verliet hij Brugge en werkte, onder priester De Ram, mee aan de oprichting van de Katholieke universiteit in Mechelen en het jaar daarop in Leuven. Hij werd president van het Maria-Theresia College en hoogleraar aan de faculteit wijsbegeerte.
De oprichting van dit 'cabinet de lecture' was gebeurd in samenwerking met zijn vriend, kanunnik Charles Carton. Na zijn vertrek vertrouwde hij zijn prille stichting aan enkele onderpastoors op Brugse parochies toe. Het leeskabinet was voor alle inwoners van Brugge bestemd, en daarom werd een centrale ligging gekozen, namelijk in de Sint-Jacobsstraat, bij drukker-boekhandelaar De Vliegher.
In 1853 werd een nieuw elan genomen onder de naam 'Bibliothèque choisie'. De bibliotheek verhuisde naar een huis in de Nieuwstraat, met Franciscus Huyghe (1816-1891) als bibliothecaris. (Hij was de overgrootvader van stadsbibliothecaris Jan Vandamme). De oprichters beschouwden dit als een 'goed werk' en waren georganiseerd als een godvructige confrérie. Pius IX gaf het de status van aartsbroederschap en verleende er aflaten aan. In 1867 bezat de bibliotheek meer dan 10.000 volumes. In 1878 werd Huyghe opgevolgd door Jos Degroeve, die bibliothecaris bleef tot in 1913. In 1920 verhuisde de bibliotheek naar de Steenstraat, in het gebouw van de katholieke kiesvereniging La Concorde. Rond 1930 verhuisde ze naar de Sint-Jansplaats waar ze gehuisvest bleef tot aan haar overname door de Brugse stadsbibliotheek in het begin van de jaren negentien zeventig.
Ook al was de Bibliothèque Choisie gaandeweg de Keurbibliotheek geworden, ze bleef toch hoofdzakelijk op de Franse literatuur toegespitst. In de periode na de Tweede Wereldoorlog, toen de openbare stadsbibliotheek nog maar nauwelijks als uitleenbibliotheek was van start gegaan, vond men in de Keurbibliotheek heel wat boeken die men vruchteloos elders in Brugge voor ontlening zou gezocht hebben.
Tegen het begin van de jaren negentien zeventig werd de Keurbibliotheek overgenomen door de stadsbibliotheek. Het bibliotheekdecreet stelde dermate hoge eisen dat de op basis van vrijwilligers werkende uitleenbibliotheken niet konden overleven.